# صحوة كبرى
الصحوة الكبرى (بالإنجليزية: Great Awakening)‏ هو مصطلح استخدم للإشارة إلى فترة الإحياء الديني في الكنيسة يشير عادة إلى فترة محددة من زيادة الاهتمام الروحي أو التجديد في حياة جماعة كنسية أو عدة كنائس في التاريخ الديني الأميركي. المؤرخون وعلماء الدين قاموا بتحديد ثلاث أو أربع موجات من الحماس الديني في الفترة من القرن 18 حتي أوائل القرن 20. وقد تميزت كل موجات «الصحوة الكبرى» من خلال عمليات إحياء واسعة النطاق للمعتقدات الدينية بقيادة القساوسة البروتستانت الانجيليين، زيادة حادة في الايمان بفائدة الدين، وشعور عميق بالحاجة إلى الاقتناع والخلاص، وقفزة في عضوية الكنيسة الإنجيلية، وتشكيل الحركات الدينية والطوائف الجديدة.

## الصحوة الكبرى الأولى
الصحوة الكبرى الأولى بدأت في 1730 واستمرت إلى حوالي 1743.حيث أيدها وزراء من مختلف الطوائف البروتستانتية الإنجيلية بالإضافة إلى ذلك في أواخر الفترة الاستعمارية، بدأ تغير الأنماط الدعوية .حيث أستطاع معظم الدعاة قراءة خطبهم، التي كانت كثيفة وتعتمد علي الحجج اللاهوتية أو تفسيرها. زعماء الصحوة مثل جوناثان ادواردز وجورج وايتفيلد كانوا قليلي الاهتمام في التأثير علي عقول الرعية "، بل أرادوا أكثر الاستجابة العاطفية من الرعية.

### التأثير في الحياة السياسية
لعب جوزيف تريسي دورا كبيرا أطلاق لفظ الصحوة الكبري عليها في كتابه الصادر سنة 1842
لعبت دورا كبيرا في تشكيل المفاهيم الديموقراطية في الولايات المتحدة الأمريكية. كما لعبت الحركة الأنجلية سنة 1740 تحت تأثيرها دورا بارزا في الأعداد للثورة الأمريكية مما عجل بسياسة فصل الدين عن السياسة.

## الصحوة الكبرى الثانية
امتدت من الفترة بين 1800 إلى 1840 تميزت بالنشاط البارز في الولايات الغربية من الولايات المتحدة الأمريكية. تميزت بنهضة البعثات التبشيرية حول العالم، خاصة بعثات «مجلس المفوضين الأميركان للأرساليات الإجنبية» . حيث ارسلت المبشرين إلى الهند، الصين، كوريا، الشرق الأوسط، اليونان، ارمينيا وتركيا وأنشأت الكنائس، المدارس والجامعات. وترجمة الكتاب المقدس بعهديه إلى اللغات المحكية
وأيضا تميزت الصحوة الثالثة بالبعثات الإنجيلية الإنجيليزية التي أيضا كانت سباقة إلى ترجمة الكتاب المقدس وأنتشارة في اللغات المحكية في العالم اجمع. وفي هذه القترة تم أنشاء جمعية الكتاب المقدس البريطانية والإجنبية سنة 1804.

## الصحوة الكبرى الثالثة
بدأت في عام 1850 إلى 1910 تميزت ببروز أنشطة اجتماعية متنوعة وازدياد النشاط التبشيري. و كان الأبرز هو تنامي الكنائس المعمدانية وتوحدها وتوسع دائرة تأثيرها. وتم إنشاء في هذه الحقبة أكبر تجمع للكنائش المعمدانية في جنوب الولايات المنحدة تحت اسم Southern Baptist convention ...ولاحقا انبثق العديد من الإرساليات المعمدانية، وانتشاركنائسها في العالم.
كما نشأت الكنائس الخمسينية، البنتاكوستال وانتشرت وتميزت بالروح الحماسية والشغف. كما تميزت ببروز قيادات جديدة تختلف عن قيادات الصحوة الثانية.

## الصحوة الكبرى الرابعة
من 1960 إلى 1970.

## خلفية المصطلح
مصطلح الصحوة يعبر عن المعتقدات والخلفية الدينية من قبل المسيحيين الإنجيليين. حيث أنه يشير إلى أن فترات العلمانية أو ضعف الالتزام الديني هي فترات نوم أو سلبية  وفي الآونة الأخيرة، وضعت فكرة الصحوة أو الاستيقاظ في تاريخ الولايات المتحدة الأميركية عليها من قبل الإنجيليين المحافظين.